# 1973 في ماليزيا
فيما يلي قوائم الأحداث التي وقعت خلال عام 1973 في ماليزيا.

## سياسة

### تعيين في المنصب
- 13 أغسطس – حسين أون نائب رئيس وزراء ماليزيا [الإنجليزية]‏.

## مواليد

### يناير
- 1 يناير – جون لي اقتصادي أسترالي.

### سبتمبر
- 27 سبتمبر – سوريش سينغ لاعب كركيت ماليزي.

### ديسمبر
- 13 ديسمبر – جيمس لي مخرج أفلام ماليزي.

## وفيات

### أغسطس
- 2 أغسطس – إسماعيل عبد الرحمن (مواليد 1915) سياسي ماليزي.